# سينثيا ويبر
سينثيا ويبر (بالإنجليزية: Cynthia Weber)‏ هي عالمة سياسة أمريكية، ولدت في 4 يونيو 1961.